# Sucmerom
Sucmerom ou SC Sucmerom SRL est le nom d'une compagnie agroalimentaire roumaine spécialisée dans le jus de pomme. Sucmerom est basé à Reghin dans le județ de Mureș. Dans le nord-est de la Transylvanie, au cœur d'une région pommière.

## Histoire
La société Sucmerom a été fondée en 1992, et son activité d'origine était la production et la commercialisation de jus de pomme naturel.
Le nom Sucmerom est la combinaison de suc (jus) mere (pomme) et rom (Roumanie).
En 1996, Sumerom commence à produire une boisson à base de jus de pomme concentré.
En 2003, Sucmerom inaugure la production d'une boisson à l'arôme artificiel de pomme. Il acquiert la même année une ferme agricole : la ferme de Uila.
En 2006, Sucmerom investit dans une plantation intensive de pommes de 20 hectares à Socol dans le județ de Mureș. 
Sucmerom obtient cette année-là du SRAC, la norme ISO 9001 qui reconnaît la qualité des produits et l'ISO 14001 qui admet que l'entreprise protège l'environnement. Et aussi le HACCP pour l'ensemble usine et ferme. En 2006 la ferme reçoit le certificat EUREPGAP.